# Národní park Lake Clark
Národní park Lake Clark (anglicky Lake Clark National Park) je národní park na jihu Aljašky ve Spojených státech amerických. Leží na severu Aljašského poloostrova, 160 kilometrů jihozápadně od Anchorage. Park je pojmenovaný podle jezera Clark. Národní park charakterizuje přírodní rozmanitost. V parku se nachází říčky, řeky, jezera, při pobřeží Aljašského zálivu rostou lesy, naopak v západní části parku je tundra. Na vrcholcích hor jsou ledovce. Jednou z dominant parku jsou vulkány Mount Redoubt (3 108 m) a Mount Iliamna (3 053 m).

## Geografie
Do parku zasahují tři pohoří. V centrální části se nachází Chigmit Mountains, na jih zasahuje Aleutské pohoří, na sever pohoří Neacola. Průsmyk Lake Clark Pass odděluje pohoří Neacola od pohoří Chigmit.

## Flora a fauna
Rostou zde především smrkové lesy. Nejčastěji je zastoupený smrk sivý. Typickou faunu představují ovce aljašské, karibu, losi, medvědi baribalové, medvědi grizzly, rysi kanadští a vlci.

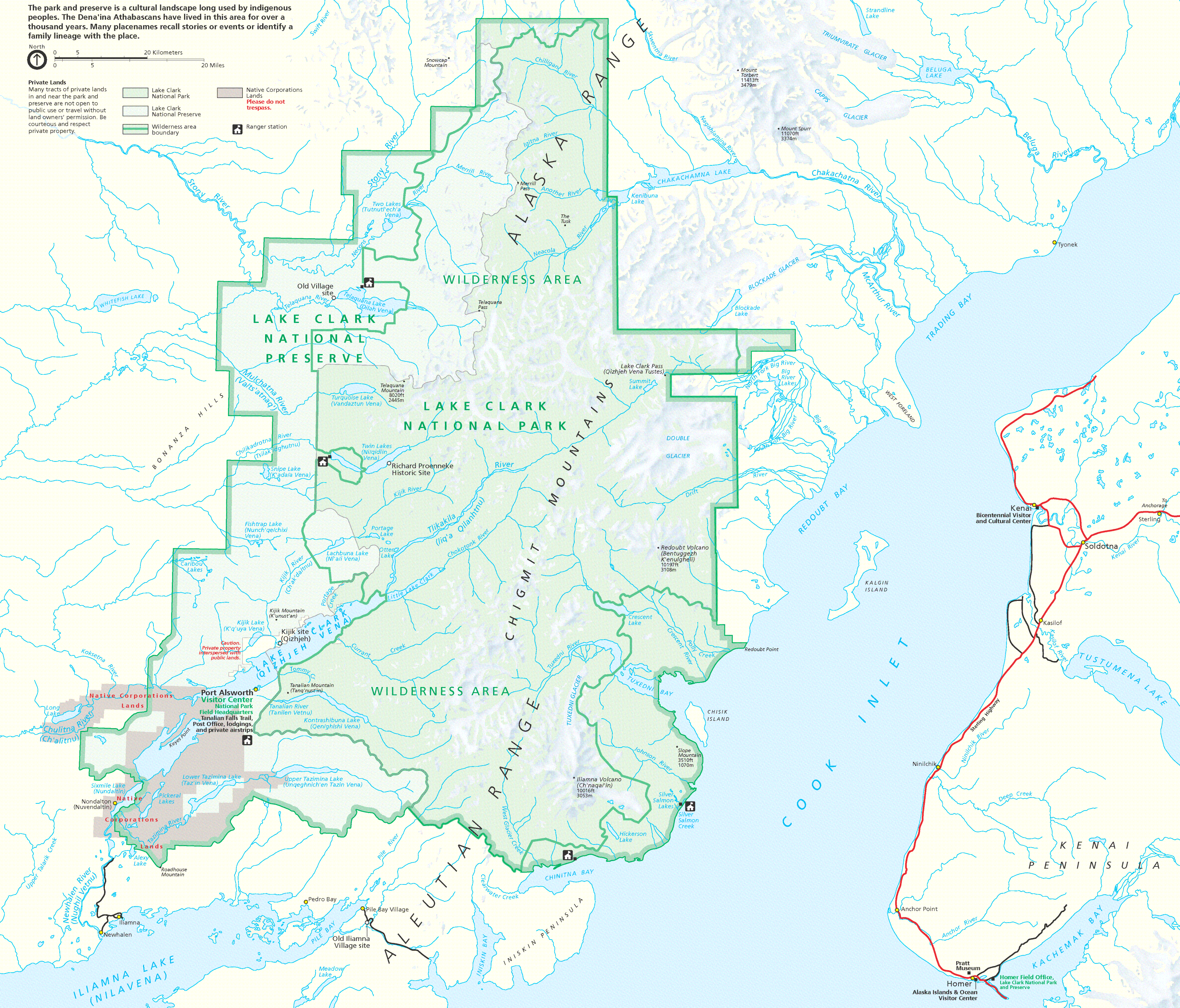
Mapa národního parku